# 광주 오픈 국제 남자 챌린저 테니스 대회
광주 오픈 국제 남자 챌린저 테니스 대회는 2016년부터 대한민국 광주광역시에서 개최되는 테니스 대회다. 이 행사는 ATP 챌린저 투어의 일부이며 야외 하드 코트에서 진행된다.